# Namerō
 (octobre 2021).

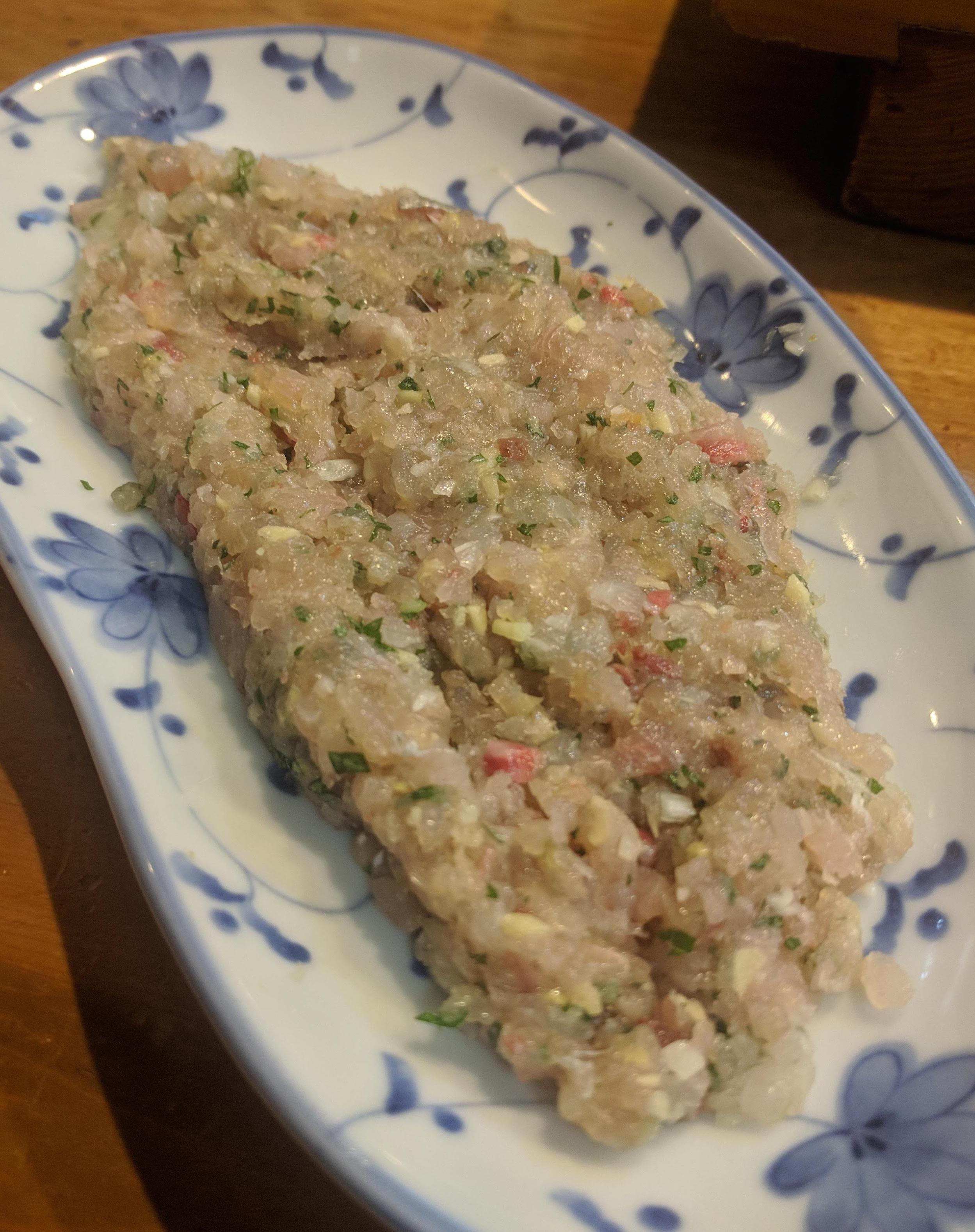
Namerō à base de sériole japonaise servi dans un restaurant de sushi à Tateyama, dans la préfecture de Chiba.

Le namerō (なめろう, dérivé de なめる - 舐める [nameru] ou « lécher ») est un type de tataki, une manière de préparer du poisson ou de la viande finement haché et mélangé avec quelques épices et assaisonnements, un peu comme un tartare,,,.
Cette recette a été transmise par les pêcheurs de la péninsule de Bōsō.